# Leonardo Marcelo Morales
Leonardo Marcelo Morales es un futbolista argentino. Su posición en el campo de juego es la de centrocampista. Actualmente juega en el Villa San Carlos de la Primera B metropolitana.

## Trayectoria
Morales, se formó en las Inferiores de Estudiantes de La Plata. El 7 de octubre de 2006 haría su debut profesional en la victoria por 3-0 frente a Lanús. En 2009, pasó a jugar para Arsenal de Sarandí, aunque no participó en ningún partido durante su estancia de un año.
En 2010 pasaría a Universitario de Sucre en donde jugaría 8 partidos. Entre 2010 y 2012 jugó en Atlético Rafaela donde disputó solo cinco partidos en sus dos años en el club. Más tarde y solo por unos meses, jugaría en el fútbol chipriota más precisamente en el Alki Larnaca. Ese mismo año vuelve al país para jugar en Defensores de Cambaceres. En 2013 pasaría a Textil Mandiyú y más tarde a Villa Mitre.
En 2014 pasaría a Villa San Carlos donde disputaría 36 partidos.
En enero de 2015 pasaría a Platense.

## Selección nacional
En 2007 jugó dos partidos con la selección Argentina sub-20 en el Campeonato Sudamericano Juvenil.

## Clubes
| Club                     | País      | Año           |
| ------------------------ | --------- | ------------- |
| Estudiantes de La Plata  | Argentina | 2006 - 2009   |
| Arsenal de Sarandí       | Argentina | 2009          |
| Universitario de Sucre   | Bolivia   | 2010          |
| Atlético de Rafaela      | Argentina | 2010 - 2012   |
| Alki Larnaca             | Chipre    | 2012          |
| Defensores de Cambaceres | Argentina | 2012          |
| Textil Mandiyú           | Argentina | 2013          |
| Villa Mitre              | Argentina | 2013          |
| Villa San Carlos         | Argentina | 2014          |
| Platense                 | Argentina | 2015          |
| Villa San Carlos         | Argentina | 2016-presente |